# Londesborough Hall

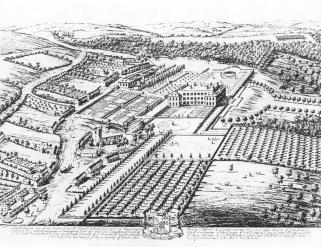
Londesborough Hall representado no Britannia Illustrata, de Kip e Knyff (1709).

Londesborough Hall foi um palácio rural inglês, localizado na aldeia de Londesborough, no condado de East Riding of Yorkshire, próximo das cidades de Market Weighton e Pocklington.
O edifício original foi construido pelo Conde de Cumberland em 1589. Em 1643 o proprietário passou-o à família Boyle, Condes de Cork, e a partir de 1664 também Condes de  Burlington. Robert Hooke foi contratado entre 1679e 1683 para ampliar o edifício e esquematizar jardins formais. Richard Boyle, 3º Conde de Burlington, que era o principal patrono do movimento Palladiano na Inglaterra e ele próprio um notável arquitecto, teve alterações em Londesborough feitas por William Kent, na década de 1720
Em 1753 Londesborough passou para os Duques de Devonshire juntamente com todas as outras propriedades de Lord Burlington, pois o 4º Duque de Devonshire havia casado com a sua filha e herdeira. 
Em 1819, William Cavendish, 6º Duque de  Devonshire, que tinha um número supérfluo de grandes palácios, um largo débito corrente herdado do seu  pai, e muitos outros interesses dispendiosos a pagar, incluindo a reconstrução de Chatsworth House, fez demolir Londesbrough. Ter-se-á arrependido deste acto e em 1839 mandou construir uma cabana de caça na propriedade, no entanto em 1845, sob elevada tensão financeira, vendeu toda a herdade Londesborough ao "Rei das vias férreas", George Hudson. As questionáveis práticas financeiras de Hudson em breve lhe trouxeram a ruína, pelo que em 1849 vendeu Londesborough ao banqueiro Alfred Denison, que foi feito Barão Londesborough em 1850. Londesborough ampliou a cabana de caça até criar uma casa de campo ao Estilo Isabelino. O seu filho tornou-se, mais tarde, Conde de Londesborough.
A casa vitoriana também já foi demolida, mas o trilho de caminhadas de longa distância "Yorkshire Wolds Way"  passa através do Parque de Londesborough, o qual ainda está aberto como terreno de pastoreio.